# Petra Becker (Bürgermeisterin)

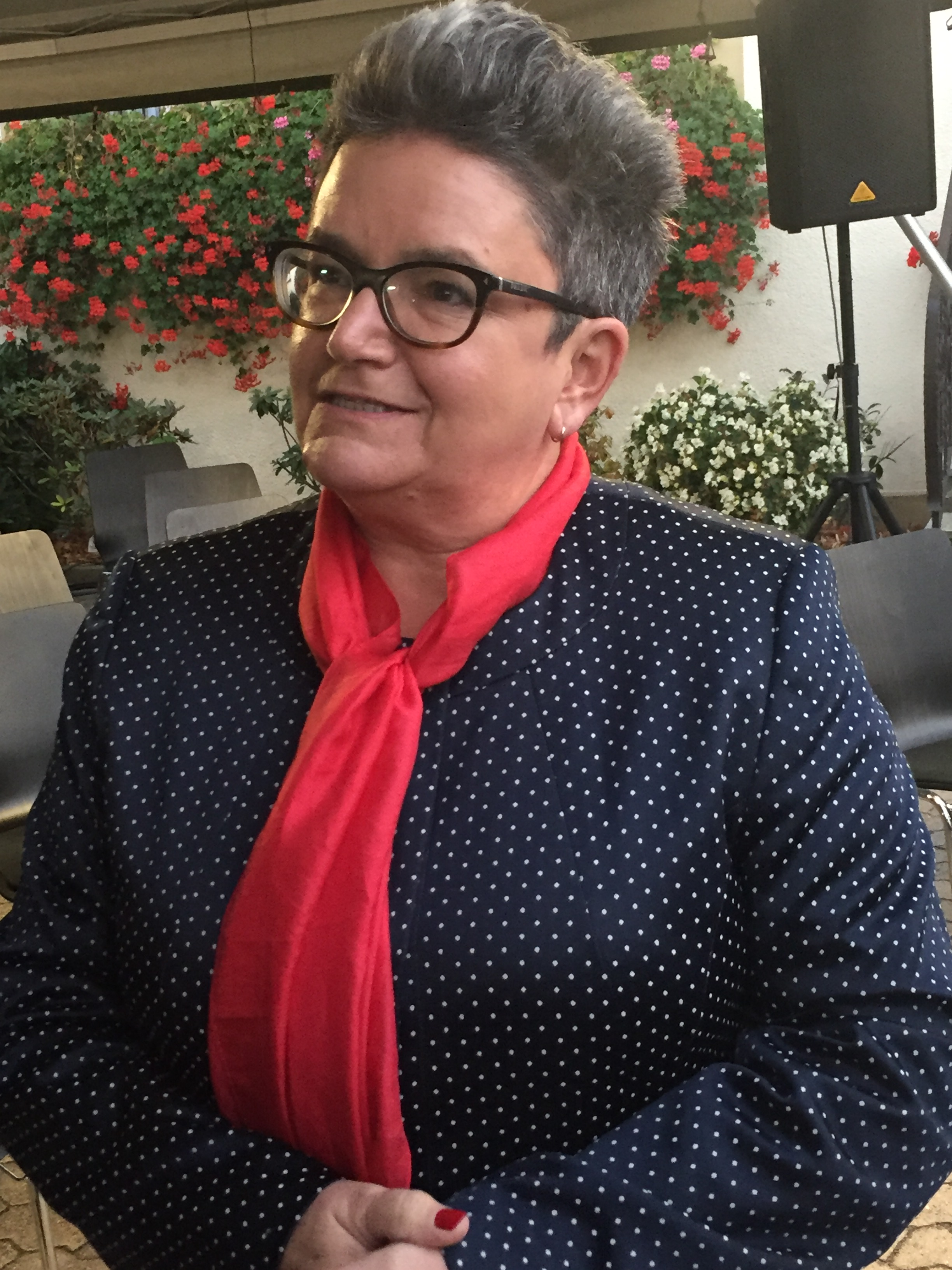
Petra Becker 2018

Petra Becker (* 1961 in Karlsruhe) ist eine deutsche Juristin. Sie ist seit 1. Oktober 2018 Oberbürgermeisterin der Stadt Stutensee.

## Leben und Wirken
Aufgewachsen ist Becker in Friedrichstal. Nach ihrem Abitur studierte sie Jura an der Ruprecht-Karls-Universität Heidelberg und legte dort auch ihr erstes Staatsexamen ab. Das zweite Staatsexamen folgte nach ihrem Referendariat am Landgericht Karlsruhe. 
1993 wurde Petra Becker juristische Mitarbeiterin im Rechtsreferat der Stadt Karlsruhe, dem heutigen Zentralen Juristischen Dienst (ZJD). Im Juli 2006 wurde Becker stellvertretende Amtsleiterin und ab Juli 2015 war sie Amtsleiterin des ZJD. Der ZJD ist für sämtliche Rechtsangelegenheiten der Stadt Karlsruhe zuständig und verantwortet auch die Funktion der unteren Verwaltungsbehörde in den Bereichen Denkmalschutz, Wasserrecht, Natur- und Bodenschutz, Abfall- und Altlastenrecht, Immissions- und Arbeitsschutz sowie Personenstandswesen. Zugeordnet sind unter anderem auch die Büros der Gleichstellungsbeauftragten und der Datenschutzbeauftragten.
2018 bewarb sich die parteilose Petra Becker bei der Oberbürgermeisterwahl in Stutensee mit Unterstützung der Freien Wähler-Gemeinderats-Fraktion und SPD-Stutensee um die Nachfolge des zurückgetretenen Amtsinhabers Klaus Demal (Freie Wähler).
Beim ersten Wahlgang am 8. Juli lag Petra Becker mit 36,3 Prozent der Stimmen knapp hinter Bettina Meier-Augenstein (CDU), die 38,7 Prozent der Stimmen erreichte, und vor 3 weiteren Kandidaten. Beim zweiten Wahlgang am 22. Juli 2018 traten nur diese beiden Kandidatinnen an. Die Wahl am 22. Juli konnte Becker mit 57,3 Prozent der Stimmen für sich entscheiden und wurde damit neue Oberbürgermeisterin von Stutensee.
Petra Becker ist verheiratet und hat eine erwachsene Tochter.